# Tengen Cina-Giappone
Il Tengen Cina-Giappone è stato un torneo internazionale di go per professionisti.

## Formato
Il trofeo consisteva in una sfida in tre partite tra il vincitore del torneo Tengen giapponese e del Tianyuan cinese; entrambi i nomi hanno il medesimo significato, ovvero "Origine del cielo", un nome utilizzato per indicare il punto centrale del goban.

## Albo d'oro
| Anno | Vincitore        | Punteggio | Finalista        |
| ---- | ---------------- | --------- | ---------------- |
| 1988 | Cho Chikun       | 2-0       | Liu Xiaoguang    |
| 1989 | Cho Chikun       | 2-0       | Liu Xiaoguang    |
| 1990 | Rin Kaiho        | 2-1       | Liu Xiaoguang    |
| 1991 | Rin Kaiho        | 2-1       | Nie Weiping      |
| 1992 | Nie Weiping      | 2-0       | Rin Kaiho        |
| 1993 | Liu Xiaoguang    | 2-0       | Rin Kaiho        |
| 1994 | Ma Xiaochun      | 2-0       | Rin Kaiho        |
| 1995 | Ma Xiaochun      | 2-0       | Ryu Shikun       |
| 1996 | Ma Xiaochun      | 2-0       | Ryu Shikun       |
| 1997 | Chang Hao        | 2-0       | Ryu Shikun       |
| 1998 | Chang Hao        | 2-0       | Norio Kudo       |
| 1999 | Chang Hao        | 2-1       | Kōichi Kobayashi |
| 2000 | Kōichi Kobayashi | 2-1       | Chang Hao        |
| 2001 | Chang Hao        | 2-0       | Ryu Shikun       |
| 2002 | Naoki Hane       | 2-0       | Huang Yizhong    |